# Euro Dance 4
Euro Dance 4 è una raccolta di musica dance pubblicata nel mese di giugno del 2001.
Quest'album contiene i successi ed i tormentoni dell'estate 2001, comprendendo tutte le hits più ballate di quell'anno, come i successi di Gigi D'Agostino, Molella e Mauro Picotto.

## Tracce
1. Get It On - 3:17 - (Paps'n'Skar)
2. Find Time - 3:18 - (T42 feat. Sharp)
3. Time Flies - 3:15 - (Neja)
4. Relations - 3:16 - (Erika)
5. Discotek People - 2:38 - (Molella)
6. Un Giorno Credi - 2:52 - (Gigi D'Agostino)
7. La vie c'est fantastique - 3:05 - (S.M.S. feat. REHB)
8. Like This Like That - 2:55 - (Mauro Picotto)
9. Electronik - 2:30 - (Markus)
10. Ritmo - 2:53 - (Carolina Márquez)
11. Candela - 3:22 - (Noelia)
12. Move your feet - 3:27 - (Jack Floyd)
13. Bel Amour - 2:32 - (Bel Amour)
14. Don't stop - 2:29 - (Avant Garde)
15. You stole my heartbeat - 3:33 - (Helahit)
16. Side by Side - 3:07 - (The Love Bite)
17. After the Rain - 2:26 - (Crw Pres. Veronika)
18. John Wayne - 3:10 - (Stone Phazers)
19. Being in love - 2:39 - (Slow&Newland)
20. Stay with me - 3:12 - (Dakar&Grinser)